# Microrregión de Bom Despacho
La microrregión de Bom Despacho es una de las  microrregiones del estado brasileño de Minas Gerais perteneciente a la Mesorregión Central Mineira. Su población fue estimada en 2006 por el IBGE en 159.969 habitantes y está dividida en doce municipios. Posee un área total de 7.493,543 km². Esta microrregión también incluye el menor municipio del Estado de Minas Gerais: Serra da Saudade.

## Municipios
- Araújos
- Bom Despacho
- Dores do Indaiá
- Estrela do Indaiá
- Japaraíba
- Lagoa da Prata
- Leandro Ferreira
- Luz
- Martinho Campos
- Moema
- Quartel Geral
- Serra da Saudade

- Datos: Q2455571